# Cmolas (gmina)
Cmolas – gmina wiejska w województwie podkarpackim, w powiecie kolbuszowskim. W latach 1975–1998 gmina położona była w województwie rzeszowskim.
Siedziba gminy to Cmolas.
Według danych z 31 grudnia 2014 gminę zamieszkiwało 8218 osób.
Na terenie Gminy zlokalizowane jest Sanktuarium Jezusa Przemienionego, które przyciąga pielgrzymów cudownym obrazem Przemienienia Pańskiego. Przy Sanktuarium stoi jeden z największych ołtarzy stałych w Polsce.

## Historia
W październiku 1938 honorowe obywatelstwo gminy otrzymał premier Felicjan Sławoj Składkowski.

## Struktura powierzchni
Według danych z roku 2002 gmina Cmolas ma obszar 134,06 km², w tym:
- użytki rolne: 50%
- użytki leśne: 43%

Gmina stanowi 17,32% powierzchni powiatu.

## Demografia

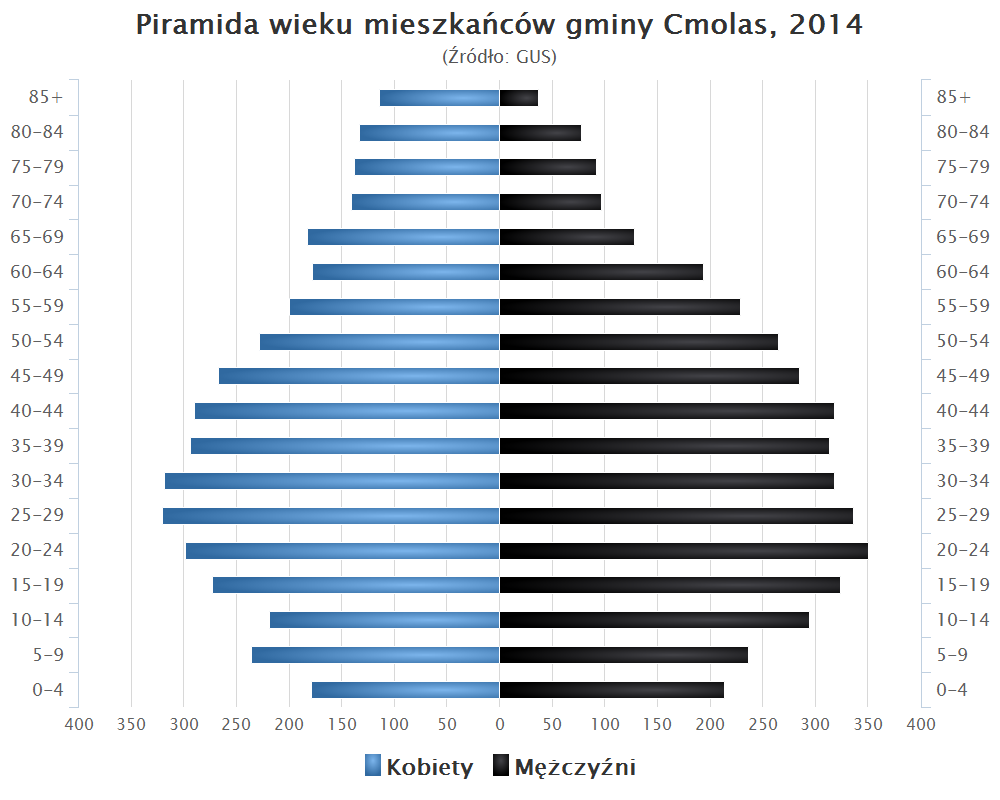
Piramida wieku mieszkańców gminy Cmolas w 2014 roku

Dane z 2014 roku
| Opis                              | Ogółem | Ogółem | Kobiety | Kobiety | Mężczyźni | Mężczyźni |
| --------------------------------- | ------ | ------ | ------- | ------- | --------- | --------- |
| Jednostka                         | osób   | %      | osób    | %       | osób      | %         |
| Populacja                         | 8115   | 100    | 4004    | 49      | 4111      | 51        |
| Gęstość zaludnienia [mieszk./km²] | 61     | 61     | 30      | 30      | 31        | 31        |

## Transport
Przez gminę przebiega droga krajowa numer 9 relacji Radom – Ostrowiec Świętokrzyski – Kolbuszowa – Rzeszów (z odgałęzieniem prowadzącym do drogi wojewódzkiej nr 875 relacji Mielec – Kolbuszowa)

## Sołectwa
Cmolas, Dąbrówka, Hadykówka, Jagodnik, Kłodziny, Ostrowy Baranowskie, Ostrowy Tuszowskie, Poręby Dymarskie, Toporów, Trzęsówka
Sołectwo Dąbrówka jest utworzone na części wsi Cmolas i obejmuje numery 420–464, a sołectwo Kłodziny obejmuje część wsi Trzęsówka numery 159–178.

## Sąsiednie gminy
Baranów Sandomierski, Kolbuszowa, Dzikowiec, Majdan Królewski, Mielec, Niwiska, Tuszów Narodowy